# Gniewosz południowy
Gniewosz południowy (Coronella girondica) – gatunek niewielkiego, smukłego węża z rodziny połozowatych (Colubridae), zamieszkujący południowo-zachodnią i południową Europę oraz północno-zachodnią Afrykę.

## Wygląd
Mały (zwykle ok. 50–60 cm, maksymalnie do 80 cm), szary lub żółtobrązowy wąż o gładkich łuskach i niezbyt dużych oczach z okrągłą źrenicą. Na grzbiecie zawsze występują wyraźne ciemne plamy, brzuch od żółtawego po czerwonawy, pokryty zawsze kratkowanym wzorem. Wyraźne, ciemne pasy znajdują się na głowie, biegnąc od oczu do szyi.

## Występowanie
Gniewosz południowy zamieszkuje znacznie mniejszy areał niż gniewosz plamisty (Coronella austriaca) – w Europie ogranicza się on do Hiszpanii, Portugalii, południowej Francji i Włoch (z wyjątkiem najdalej na północ wysuniętych fragmentów Niziny Padańskiej i Alp). Jest dość liczny na Sycylii, nie ma go za to w ogóle na Korsyce i Sardynii. W Afryce spotykany w Maroku, Tunezji i Algierii. Jest w zasadzie wężem nizinnym, spotykano go jednak nawet na wysokości ok. 1500 m n.p.m., w górach Atlas nawet powyżej 3000 m n.p.m. Zamieszkuje stanowiska suche i ciepłe, pola, miejsca kamieniste, porośnięte luźno krzakami lub bylinami.

## Tryb życia
Od gniewosza plamistego odróżnia go bardziej skryty tryb życia, większą część dnia spędza w kryjówkach pod kamieniami lub gałęziami, uaktywnia się przeważnie wieczorem, rozpoczynając polowanie głównie na niewielkie jaszczurki i węże, wyjątkowo małe gryzonie. Zdobycz dusi splotami ciała, mniejszą czasami połyka żywcem.

## Rozmnażanie
W odróżnieniu od jajożyworodnego gniewosza plamistego, jest jajorodny. Biologia rozrodu tego gatunku jest słabo poznana; gody przypadają z reguły na kwiecień i maj, młode wykluwają się w sierpniu lub wrześniu; jest ich mniej niż u gniewosza plamistego, najczęściej nie więcej niż 5–10.